# L.A. Dunton
Le L.A. Dunton est un deux-mâts goélette qui fut construit en 1921 sur un chantier naval d'Essex dans le Massachusetts.
Il est répertorié en tant que National Historic Landmark depuis 1993.

## Histoire
Le L.A. Dunton est l'une des deux goélettes de pêche survivantes et construites à Essex, Massachusetts. Le chantier naval AD Story avait lancé près de 400 de ces navires entre 1875 et 1930. 
Il a été construit sur les lignes d'un bateau conçu par Thomas J. McManus, le plus prolifique et influent designer des goélettes de pêche. Il reflète la plupart des fonctionnalités introduites par McManus pour améliorer la sécurité et la performance des goélettes de pêche en Nouvelle-Angleterre.
Le L.A. Dunton a bénéficié de la pose d'un moteur avant d'être acquis en 1963 par le Mystic Seaport. Une première restauration, dès son arrivée, puis celle de 1974 et 1985 lui ont redonné sa configuration d'origine.